# آیروکلند کلاس سویفتشور
آیروکلند کلاس سویفتشور (به انگلیسی: Swiftsure-class ironclad) یک کلاس از کشتی است که طول آن ۲۸۰ فوت (۸۵ متر) می‌باشد.